# Mollisia aquosa
Mollisia aquosa är en svampart som först beskrevs av Berk. & Broome, och fick sitt nu gällande namn av William Phillips 1887. Mollisia aquosa ingår i släktet Mollisia och familjen Dermateaceae.   Inga underarter finns listade i Catalogue of Life.